# Piz Badile
Piz Badile – szczyt o wysokości 3308 m n.p.m. położony w grupie Bergell w Alpach Retyckich, na granicy Szwajcarii i Włoch.  Wznosi się ponad położoną na północ od niego (po stronie szwajcarskiej) doliną Val Bondasca oraz położoną na południe (po stronie włoskiej) doliną Val Masino.
Szczyt Piz Badile, jak również cały masyw Bergell zbudowany jest z szarych, krystalicznych skał granodiorytowych, bardzo podobnych do skał budujących Tatry Wysokie.  Cały masyw powstał w wyniku potężnej intruzji, na skutek nacisku sztywnej płyty apulijskiej na platformę zachodnioeuropejską.
Ze względu na litą skałę o wyjątkowej szorstkości i wspaniałe urwiska Piz Badile stanowi jeden z najatrakcyjniejszych wspinaczkowo szczytów w całych Alpach.  Pierwszego wejścia na szczyt dokonał Brytyjczyk William A.B. Coolidge z przewodnikami F. i H. Dévouassoult, 27 lipca 1867 r.  Wejście odbyło się od strony południowej (włoskiej).
Ogromna, płytowa, niemal pionowa północno-wschodnia ściana Piz Badile o wysokości 900 m, opadająca do Val Bondasca (widoczna na zdjęciu obok) uważana była przez wiele lat za `nie do zdobycia'.  Pierwszego przejścia ściany dokonał 14 – 16 lipca 1937 zespół włoski w składzie Riccardo Cassin, Vittorio Ratti i Luigi Esposito, do których dołączyli później (już w ścianie) Mario Molteni i Giuseppe Valsecchi. Po pierwszym przejściu, trwającym trzy dni, Molteni i Valsecchi zmarli z wyczerpania – już podczas zejścia na łatwiejszą stronę włoską. Droga Cassina na północnej ścianie Piz Badile, oceniona w klasycznej skali trudności na ED z miejscami VI+ uznana została wówczas za jedną z najtrudniejszych wspinaczkowych dróg alpejskich. Obecnie klasyczna droga Cassina uważana jest za jedną z sześciu najwspanialszych, klasycznych dróg wspinaczkowych w Alpach.
Drugie przejście, dopiero po jedenastu latach, we wrześniu 1948, było udziałem Francuzów: G. Pirrea i przewodnika Gastona Rébuffata.  Oba te wejścia odbyły się z biwakowaniem w ścianie. Później ściana stała się dość popularna wśród alpinistycznej elity. W lipcu 1952, tym razem samotnego przejścia dokonał w ciągu zaledwie 8 godzin jeden z najsłynniejszych alpinistów w historii – Austriak Hermann Buhl – późniejszy samotny zdobywca Nanga Parbat, 8125 m n.p.m. w Himalajach.  Pierwsze polskie przejście północnej ściany Piz Badile (6-osobowy zespół w składzie: Henryk Furmanik, Marek Grochowski, Piotr Knitopf, Samuel Skierski, Andrzej Skłodowski, Wojciech Wróż) odbyło się w dniach 19 – 20 sierpnia 1967.
W latach powojennych na północnej ścianie Piz Badile poprowadzono szereg nowych dróg o wielkich trudnościach. Niektóre z nich przewyższają pod względem trudności technicznych klasyczną drogę Cassina.
Dużą popularnością cieszy się także (widoczny na zdjęciu obok) tzw. Kant Piz Badile, stanowiący prawe ograniczenie północnej ściany.  Jest to ogromny, lity filar skalny o długości około 1200 m, stanowiący wspaniałą drogę wspinaczkową o średnich trudnościach.  Jego przejście zajmuje 8-10 godzin, a stopień trudności ocenia się na D, z miejscami IV+ i jednym miejscem V-.  Pierwszego wejścia (po licznych nieudanych próbach innych wspinaczy) dokonali Alfred Zürcher i przewodnik Walter Risch, 4 sierpnia 1911 roku.
Punktem wyjścia dla wspinaczek na północnych urwiskach Piz Badile jest znajdujące się w dolinie Val Bondasca schronisko Sasc Furä.  Pod szczytem, po stronie włoskiej wzniesiono niewielki schron, Bivacco Alfredo Reaelli, na 6 miejsc, przeznaczony dla krańcowo wyczerpanych zdobywców północnych urwisk Piz Badile.